# Кованувко
Кованувко (пол. Kowanówko, нім. Rundhausen) — село в Польщі, у гміні Оборники Оборницького повіту Великопольського воєводства.
Населення — 1433 особи (2011).
У 1975-1998 роках село належало до Познанського воєводства.

## Демографія
Демографічна структура станом на 31 березня 2011 року:
|          | Загалом | Допрацездатний вік | Працездатний вік | Постпрацездатний вік |
| -------- | ------- | ------------------ | ---------------- | -------------------- |
| Чоловіки | 713     | 145                | 510              | 58                   |
| Жінки    | 720     | 121                | 478              | 121                  |
| Разом    | 1433    | 266                | 988              | 179                  |